# ATP China International Tennis Challenge
Il Kunming Open ATP, noto anche come ATP China International Tennis Challenge, è un torneo di tennis che si gioca dal 2012 all'Hot Springs Tennis Center di Anning, nei pressi di Kunming, in Cina. L'evento fa parte dell'ATP Challenger Tour e si gioca sulla terra rossa. A causa della pandemia di COVID-19, all'edizione del 2020 hanno partecipato solo tennisti cinesi.
Dal 2014 si gioca anche il Kunming Open femminile, normalmente la settimana successiva al Challenger maschile; inizialmente l'evento faceva parte dell'ITF Women's Circuit e dal 2017 diventa parte delle WTA 125K series.

## Albo d'oro

### Singolare maschile
| Anno                                                   | Campione             | Finalista            | Punteggio        |
| ------------------------------------------------------ | -------------------- | -------------------- | ---------------- |
| 2012                                                   | Grega Žemlja         | Aljaž Bedene         | 1–6, 7–5, 6–3    |
| 2013                                                   | Márton Fucsovics     | James Ward           | 7–5, 3–6, 6–3    |
| 2014                                                   | Alex Bolt            | Nikola Mektić        | 6–2, 7–5         |
| 2015                                                   | Franko Škugor        | Gavin van Peperzeel  | 7–5, 6–2         |
| 2016                                                   | Jordan Thompson      | Mathias Bourgue      | 6–3, 6–2         |
| 2017                                                   | Janko Tipsarević     | Quentin Halys        | 6(5)–7, 6–3, 6–4 |
| 2018                                                   | Prajnesh Gunneswaran | Mohamed Safwat       | 5–7, 6–3, 6–1    |
| 2019                                                   | Jay Clarke           | Prajnesh Gunneswaran | 6–4, 6–3         |
| ↓ evento organizzato dall'Associazione tennis cinese ↓ |                      |                      |                  |
| 2020                                                   | Hua Runhao           | Mo Yecong            | 7–5, 7–6(4)      |

### Doppio maschile
| Anno                                                   | Campioni                              | Finalisti                               | Punteggio             |
| ------------------------------------------------------ | ------------------------------------- | --------------------------------------- | --------------------- |
| 2012                                                   | Sanchai Ratiwatana Sonchat Ratiwatana | Ruan Roelofse Kittipong Wachiramanowong | 4–6, 7–6(1), [13–11]  |
| 2013                                                   | Victor Baluda Dino Marcan             | Samuel Groth John-Patrick Smith         | 6–7(5–7), 6–4, [10–7] |
| 2014                                                   | Alex Bolt Andrew Whittington          | Daniel Cox Gong Maoxin                  | 6–4, 6–3              |
| 2015                                                   | Bai Yan Wu Di                         | Karunuday Singh Andrew Whittington      | 6–3, 6–4              |
| 2016                                                   | Bai Yan Riccardo Ghedin               | Denys Molčanov Oleksandr Nedovjesov     | 4–6, 6–3, [10–6]      |
| 2017                                                   | Dino Marcan Tristan-Samuel Weissborn  | Steven de Waard Blaž Kavčič             | 5–7, 6–3, [10–7]      |
| 2018                                                   | Aljaksandr Bury Lloyd Harris          | Gong Maoxin Zhang Ze                    | 6–3, 6–4              |
| 2019                                                   | Max Purcell Luke Saville              | David Pel Hans Podlipnik-Castillo       | 4–6, 7–5, [10–5]      |
| ↓ evento organizzato dall'Associazione tennis cinese ↓ |                                       |                                         |                       |
| 2020                                                   | Hua Runhao Zhang Zhizhen              | Gong Maoxin Zhang Ze                    | 7–5, 7–5              |